# سیارک ۸۹۷۹
سیارک ۸۹۷۹ (به انگلیسی: 8979 Clanga، نامگذاری:3476T-3) هشت هزار و نهصد و هفتاد و نهمین سیارک کشف شده‌است که در ۱۶ اکتبر ۱۹۷۷ کشف شد.
قدر مطلق سیارک برابر ۱۵٫۰۰ است.